# Harold Edwin Umbarger
Harold Edwin Umbarger (* 17. Juli 1921 in Shelby, Ohio; † 15. November 1999 in Carmel, Indiana) war ein US-amerikanischer Biochemiker.
Umbarger galt als führend auf dem Gebiet der Biosynthese von Aminosäuren bei Bakterien. Bekannt wurde er vor allem durch seine Entdeckung der Feedback-Hemmung (negative Rückkopplung) in der Enzymologie.
Umbarger erwarb 1943 an der Ohio University in Athens einen Bachelor und 1944 ebendort einen Master. 1950 erwarb er an der Harvard University in Cambridge, Massachusetts, mit der Arbeit Studies on the Interactions Involved in the Biosynthetic Mechanisms of Isoleucine and Valine in Escherichia Coli einen Ph.D. in Bakteriologie und Immunologie. Seine Studien wurden 1944 bis 1946 vom Militärdienst auf der USS Rescue unterbrochen. Umbarger blieb als Postdoktorand zunächst an der Harvard University, wo er auch Assistant Professor wurde. 1960 wechselte er an das Cold Spring Harbor Laboratory in Cold Spring Harbor, New York, bevor er 1964 eine Professur an der Purdue University in West Lafayette, Indiana, erhielt.
Nach dem Tod seiner ersten Frau 1993, mit der er drei Töchter hatte, heiratete Umbarger 1995 erneut.

## Auszeichnungen (Auswahl)
- 1963 Guggenheim Fellowship[3]
- 1971 Mitglied der American Academy of Arts and Sciences[4]
- 1975 Rosenstiel Award, gemeinsam mit Arthur B. Pardee[5]
- 1976 Mitglied der National Academy of Sciences

An der Purdue University gibt es den H. Edwin Umbarger Distinguished Professor of Genetics (Stiftungsprofessur), aktueller Inhaber (Stand 2022) ist Stanton B. Galvin, dessen Vorgänger war Jeffrey Bennetzen.